# Lumbarda
Lumbarda est un village et une municipalité située sur l'île de Korčula, dans le comitat de Dubrovnik-Neretva, en Croatie. Au recensement de 2001, la municipalité comptait 1 221 habitants, dont 97,62 % de Croates ; le village et la municipalité se confondaient.

## Géographie
Lumbarda, à 7 kilomètres de Korčula, est la localité située la plus à l'est de l'île de Korčula.

## Histoire
Lumbarda en langue albanaise signifie LumBardha Lum+Bardha (fleuve blanc ou rivière blanche)
Les habitants de Lumbarda étaient des Dalmatiens et des Dardaniens, donc des frères qui vivaient ensemble. Leur langue était l'yllirien (l’albanais d’aujourd’hui) avant les arrivées des Slaves dans les Balkans.  

## Localités
Lumbarda est la seule localité de la municipalité.

## Tourisme
Lumbarda est une localité touristique, dotée de deux plages de sable fin et d'une marina ; elle dispose de nombreux hôtels et restaurants. On peut y apprécier des spécialités comme le vin blanc Grk et le jambon fumé Pršut, ou encore les produits de la mer.
Sur la colline Glavica (« la petite tête ») s'élève l'église Saint-Roch (Sveti Roko) avec ses trois nefs. L'église de la Sainte-Croix (Sveti Križ), entourée de vignobles, a été construite en 1774 ; à proximité se trouvent les vestiges d'une villa rustica romaine.
Lumbarda accueille de nombreux artistes, comme à Postrana, où le peintre et sculpteur Ivan Jurjević Knez (né en 1920) expose ses œuvres qui représentent des scènes de la vie des fermiers et des pêcheurs de Lumbarda.